# Albion (miasto w hrabstwie Orleans)
Albion – miasto w Stanach Zjednoczonych, w stanie Nowy Jork, w hrabstwie Orleans.